# Xavier Gottofrey
Xavier Gottofrey (* 9. September 1802 in Echallens; † 15. Dezember 1868 in Lausanne, heimatberechtigt in Echallens) war ein Schweizer Politiker.

## Biografie
Nach dem Studium in Freiburg im Breisgau, war Gottofrey von 1832 bis 1840 Advokat am Berufungsgericht in Lausanne und von 1840 bis 1847 Richter am Appellations- und Kantonsgericht. In den Jahren 1843 bis 1846 und 1855 bis 1856 war er ausserordentlicher Professor für Zivilrecht an der Akademie Lausanne.
Als Grossrat im Kanton Waadt hatte er von 1854 bis 1866 Einsitz im kantonalen Parlament und war von Januar bis Mai 1862 Ständerat.
In der Bundespolitik galt Gottofrey eher als Politiker der Mitte.
Im Jahr 1860 war er Mitbegründer der Lausanner Société de construction, welche billigen Wohnraum erschaffen wollte. Aus dem Projekt resultierten aber nicht die gewünschten Erwartungen.